# Jim Bakker
James Orsen "Jim" Bakker, född 2 januari 1940 i Muskegon, Michigan, är en amerikansk tv-predikant.

## Liv och karriär
Bakker föddes i Muskegon, Michigan. Han studerade vid North Central University, ett kristet college i Minneapolis knutet till Assemblies of God, där han träffade Tammy Faye LaValley som han sedan gifte sig med.
Efter att ha jobbat för Pat Robertsons Christian Broadcasting Network (bland annat som programledare för The 700 Club) och senare varit med att grunda Trinity Broadcasting Network tillsammans med Paul och Jan Crouch grundade Bakker Bakker under 1970-talet The PTL Satellite Network och var programledare för det kristna tv-programmet The PTL Club tillsammans med sin fru Tammy Faye. Programmet var mycket populärt och drog in stora summor pengar. PTL byggde Heritage Village och nöjdesparken Heritage USA i South Carolina.
Under 1980-talet blev Bakker föremål för två skandaler. Bakker anklagades för sexuella övergrepp av sekreteraren Jessica Hahn och att PTL betalade $279,000 för hennes tystnad. Det uppdagades också stora oegentligheter i PTL:s finanser. 1984-1987 skrev tidningen The Charlotte Observer en rad granskande artiklar om PTL. Bakker åtalades och dömdes 1989 för bedrägeri till 45 års fängelse. En högre domstol kortade fängelsestraffet avsevärt och Bakker blev villkorligt frigiven 1994. 1996 publicerade Bakker boken I Was Wrong.

Interiör vid Morningside

2003 började Bakker och hans nya fru Lori sända ett nytt TV-program, The Jim Bakker Show i Branson, Missouri. Fem år senare flyttade de en bit från Branson till byn Morningside, som bland annat består av ett lägenhetskomplex med kyrka och TV-studio. Morningside byggdes med hjälp av en investering på $25 miljoner av Jerry Crawford, en man som ansett att Bakker och hans TV-program räddat hans äktenskap. Jim Bakker Show har under senare år fått en survivalistisk inriktning, där man bland annat saluför lådor med mat med lång hållbarhet inför apokalypsen eller andra katastrofer. Bakker gör ibland påstått profetiska uttalanden och även flera av hans gäster kallas profeter. Programmet har en del kritiker, som Bakker varnat att Gud kommer att straffa dem. Programmet har också en konservativ politisk prägel med uttalat stöd för Donald Trump.
I början av Covid-19-pandemin saluförde Bakker "Silver Solution", ett kosttillskott med silver som påstods ta död på virus. Det ledde till stämningar och varningar från bland annat Food and Drug Administration. I maj 2020 drabbades Bakker av en stroke och var borta från The Jim Bakker Show under en tid.

## Familj
Jim Bakker var gift med Tammy Faye Bakker 1961–1992. De fick två barn, Tammy Sue och Jay (Jamie Charles). Tammy Sue jobbar med The Jim Bakker Show medan Jay är pastor för en mer liberal kyrka. 1998 gifte Bakker om sig med Lori Graham. De har flera adoptivbarn.

## Bakker på film
Bakker porträtterades av Kevin Spacey i TV-filmen Fall from Grace (1990) och av Andrew Garfield i The Eyes of Tammy Faye (2021). Den senare bygger på en dokumentärfilm med samma titel från 2000 i vilken Jim Bakker medverkar.